# Dinesh Paliwal
Dinesh Paliwal (* 17. Dezember 1957) ist ein in Indien geborener Manager. Seine bislang letzte berufliche Position war bis  April 2020 für dreizehn Jahre Chief Executive Officer (CEO) bei dem Elektronikanbieter Harman International Industries.

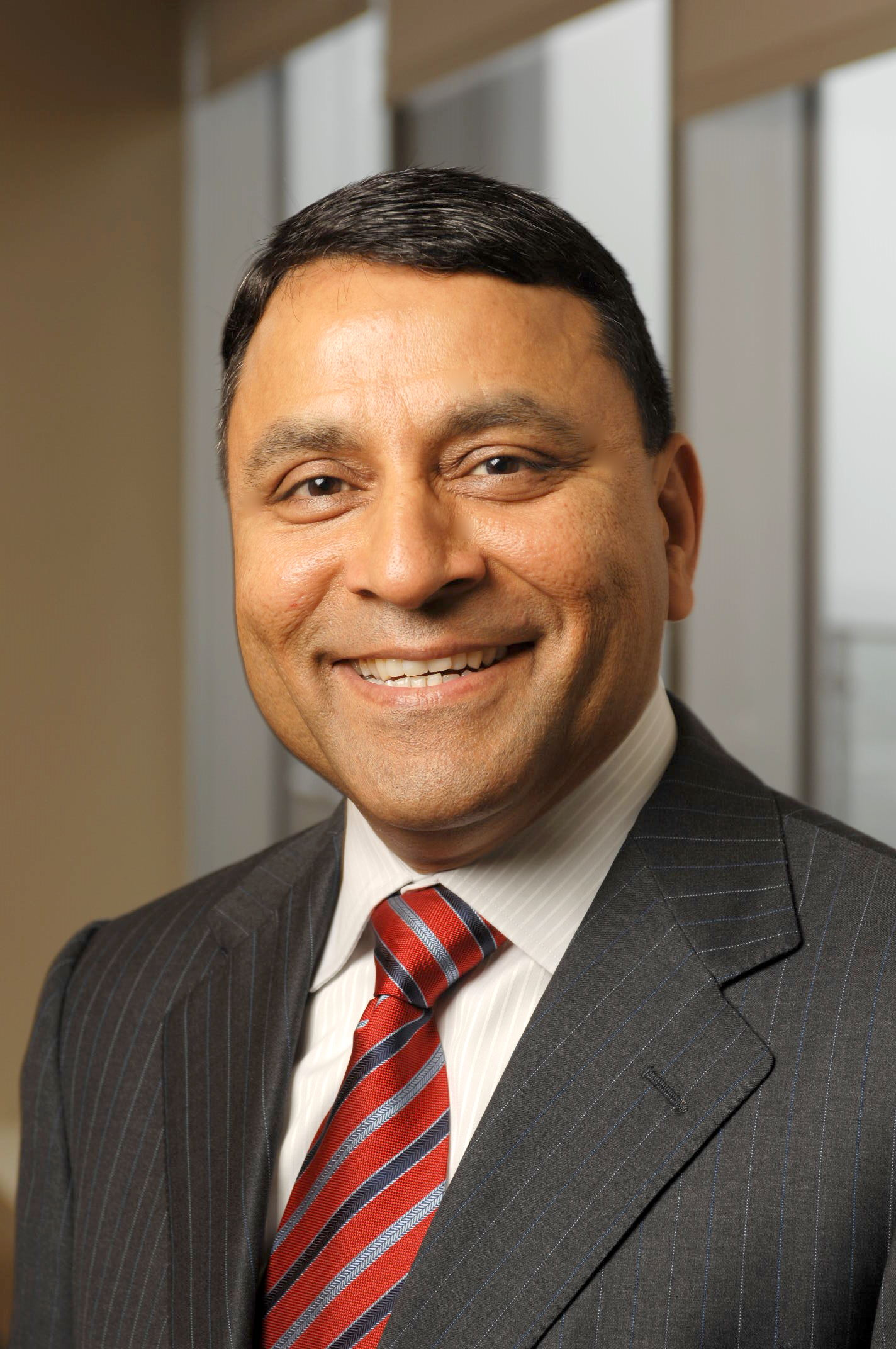
Dinesh Paliwal (2009)

## Leben
Paliwal studierte von 1973 bis 1976 Physik und Chemie am St. John’s College der Universität im indischen Agra. 1979 machte er den Master in Papierwissenschaft und Technik am Institute of Technology in Roorkee.
Seinen Berufseinstieg hatte er als Supervisor (Manufacturing and Quality) bei Ballarpur Industries in Indien. 1979 ging er in die Forschung an der Miami University in Ohio.
Von 1985 arbeitete er als Systemingenieur und Projektmanager bei der Accuray Corporation (Columbus, USA) von 1986 wurde er Projektmanager bei Combustion Engineering in Singapur. Von 1988 bis 1990 war National Sales Manager bei Combustion Engineering in Australien.
1990 begann er bei ABB als Direktor für Marketing and Sales für die Asien-Pazifik Region. 2001 war er das jüngste Mitglied der Geschäftsführung. 2004 wurde er Chairman und CEO bei ABB Nordamerika, 2006 dann Präsident Global Markets and Technology für die USA. Insgesamt arbeitete er 17 Jahre für ABB.
Der Gründer von Harman, Dr. Sydney Harman übergab ihm die Führung 2008. Unter Paliwals Leitung hatte Harman in den letzten zehn Jahren den Umsatz verdreifacht. 2016 war er Mitglied des U.S. India Business CEO Forum, U.S.A.-India Business Council und dem Business Round Table.
Dinesh Paliwal ist inzwischen auch US-Bürger. Im Juni 2020 äußerte er in der indischen Zeitung The Economic Times Kritik an der Einwanderungspolitik von Donald Trump.

### Privatleben
Paliwal ist mit der Sängerin und Produzentin Ila Paliwal verheiratet und hat mit ihr zwei erwachsene Kinder.

## Auszeichnungen (unvollständig)
Der China Business Review bezeichnete ihn 2008 als ABB-Veteran.
2010 wurde er von Ernst & Young als Entrepreneur of the Year für die Region New York ausgezeichnet, 2014 war er auf der Liste von Fortune’s Business Person of the Year. 2016 wurde er von der globalen Non-Profit-Organisation Breakthrough für seine Verdienste um die Förderung der Belange von Frauen geehrt.